# Mercedes-Benz Bionic
La Mercedes-Benz Bionic était un concept car créé par DaimlerChrysler AG, du groupe Mercedes. Il a été présenté pour la première fois en 2005 lors du DaimlerChrysler Innovation Symposium à Washington, D.C.. Grâce à la conception de sa carrosserie fortement inspirée d’une espèce de poisson appelé « poisson coffre jaune », combinée à une technologie de réduction catalytique sélective, Mercedes annonce une réduction de 80 % des émissions d'oxydes d'azote.

## Moteur et performance
La Bionic est propulsée par un moteur Diesel à injection directe développant 103 kW (soit 138 ch). Mercedes annonce un couple maxi de 300 N m vers 1 600 tr/min, une consommation de carburant d’environ 3,4 L aux 100 km, une accélération de 0 à 100 km/h en environ 8 secondes, et une vitesse de pointe d’environ 190 km/h.

## Design

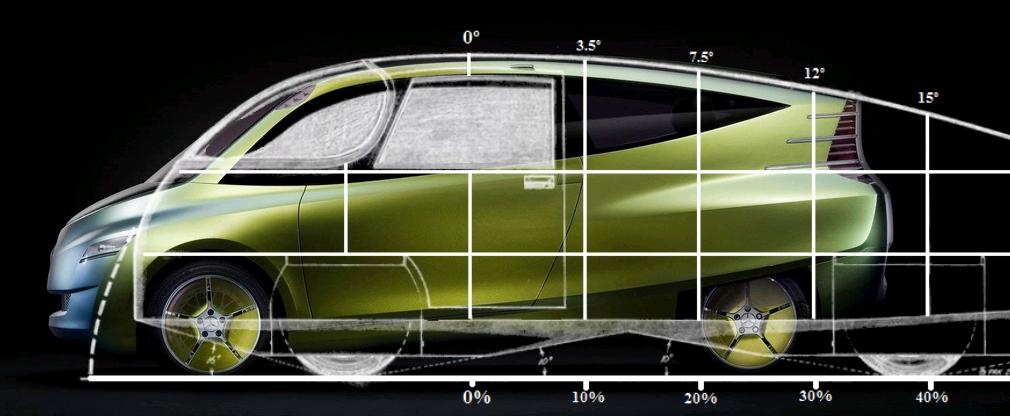
Comparaison avec un demi-corps profilé au C_{x} de 0.12.

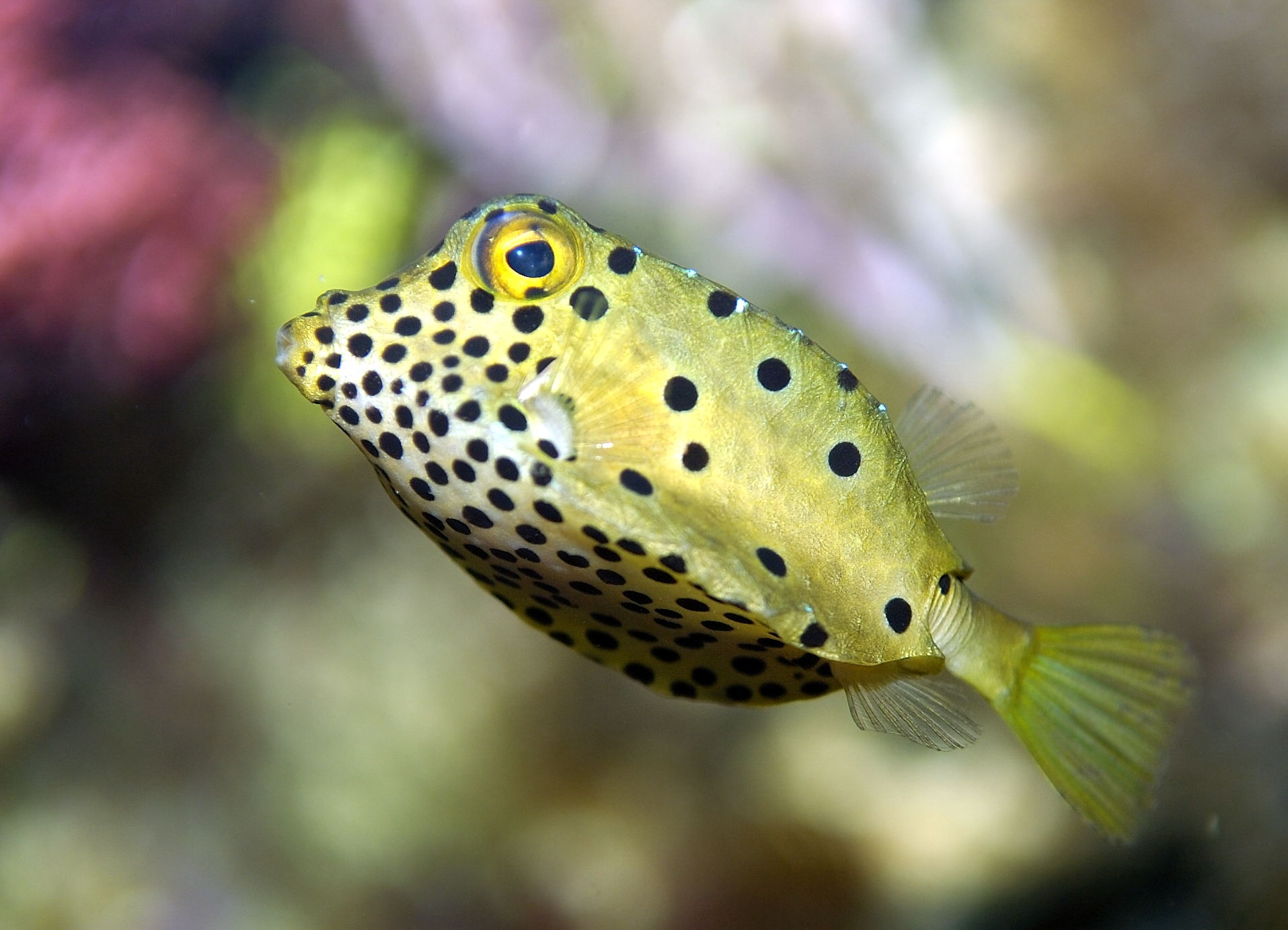
LOstracion cubicus ou « poisson coffre jaune ».

Lors du développement de la Bionic, ils ont d’abord examiné le manchot de plus près et examiné sa forme extrêmement profilée. Il était à noter qu’il ne perdait pratiquement aucune vitesse en nageant. Cela signifie que le manchot a une très faible résistance à l’eau. Son coefficient de traînée n'est que de 0,03, ce qui est très faible du point de vue d'un carrossier. Les développeurs voulaient transférer cet avantage des manchots à une voiture afin de pouvoir rouler avec le moins de résistance à l’air possible et ainsi réduire la consommation de carburant. Outre le manchot, d'autres animaux ont été examinés plus en détail, par exemple l'hirondelle. Cette espèce d'oiseau, comme le manchot, présente des valeurs de résistance à l'air tout aussi bonnes. Ces exemples tirés de la nature ont encouragé les chercheurs de l'entreprise à enquêter sur d'autres animaux. Ils ont notamment choisi le poisson-coffre, qui possède des caractéristiques étonnantes. À première vue, il présente peu de similitudes avec une voiture. Cependant, si vous y regardez attentivement, vous constaterez qu'un certain nombre de caractéristiques peuvent être transférées à une voiture : le poisson-coffre vit dans les récifs coralliens et les lagons, où il présente en grande partie les mêmes conditions que les voitures : il doit se déplacer avec le moins d'énergie possible, être agile et se déplacer dans des espaces restreints. Il doit également protéger son corps en cas de collision et résister à des pressions élevées. Les conditions préalables sont des muscles forts, une forme profilée, une peau extérieure résistante et une bonne maniabilité. Malgré son apparence volumineuse, le poisson-coffre est un bon nageur. Les nombreux bords du poisson-coffre ont une fonction particulière dans les récifs coralliens. Sous certaines conditions, de petits tourbillons d’eau peuvent se former dans les récifs coralliens. La structure angulaire du corps du poisson-coffre crée ses propres petits tourbillons d'eau, qui contrecarrent les vortex d'eau du courant océanique. Le résultat est que le poisson-coffre a une position corporelle stable. Les nageoires d’autres poissons ne peuvent pas contrecarrer de tels tourbillons d’eau et leur stabilité est bien moindre. Un autre avantage de sa morphologie est son aérodynamisme. Le poisson-coffre peut se déplacer très rapidement avec peu de dépense énergétique. En raison de sa structure corporelle, le poisson-coffre crée très peu de résistance. Un autre avantage résultant de la faible résistance lors de la natation est la faible consommation d'énergie.
Pour la mise en œuvre technique, les développeurs devaient désormais évaluer les éventuels problèmes techniques qui pourraient survenir lors de la conversion en voiture et essayer de les contourner. L'objectif était de mettre en œuvre les avantages de la nature malgré les problèmes existants. Des mesures de résistance à l'air ont été réalisées à l'aide de modèles de voitures en soufflerie, modelés sur la forme d'un poisson-coffre. Les résultats obtenus étaient continuellement affinés et améliorés. Cela a permis de réaliser un développement technique influencé par la bionique d'un système biologique déjà existant. C'est un exemple de la façon dont les développeurs se sont inspirés d'une comparaison avec la nature pour rendre un véhicule encore plus aérodynamique.
Le design extérieur de la Bionic est fortement inspiré du poisson-coffre jaune (Ostracion cubicus), un poisson marin qui vit dans les récifs coralliens. Mercedes-Benz a choisi ce poisson du fait du coefficient de traînée supposément faible de la forme de son corps et de la rigidité de son exosquelette. Cela explique le dessin inhabituel de la voiture. D’autres parties du design s’expliquent par le choix de recouvrir partiellement de plastique les roues arrière d’en faire un véhicule léger. Mercedes-Benz annonce un coefficient de traînée de seulement 0,19. À titre de comparaison, la voiture de série avec le Cx le plus faible fut la General Motors EV1, avec un Cx de 0,195 et la Golf 7 contemporaine avait un coefficient de traînée de 0,27. Contrairement aux autres voitures, la consommation a été considérablement réduite. Cela montre que la Bionic est loin devant les autres voitures en termes d'aérodynamisme. Si la Bionic disposait d’un volume intérieur beaucoup plus important que la EV1, la plus grande surface frontale de la Bionic faisait de l'EV1 un véhicule globalement plus aérodynamique, la traînée étant le produit de la surface frontale et du coefficient de traînée.

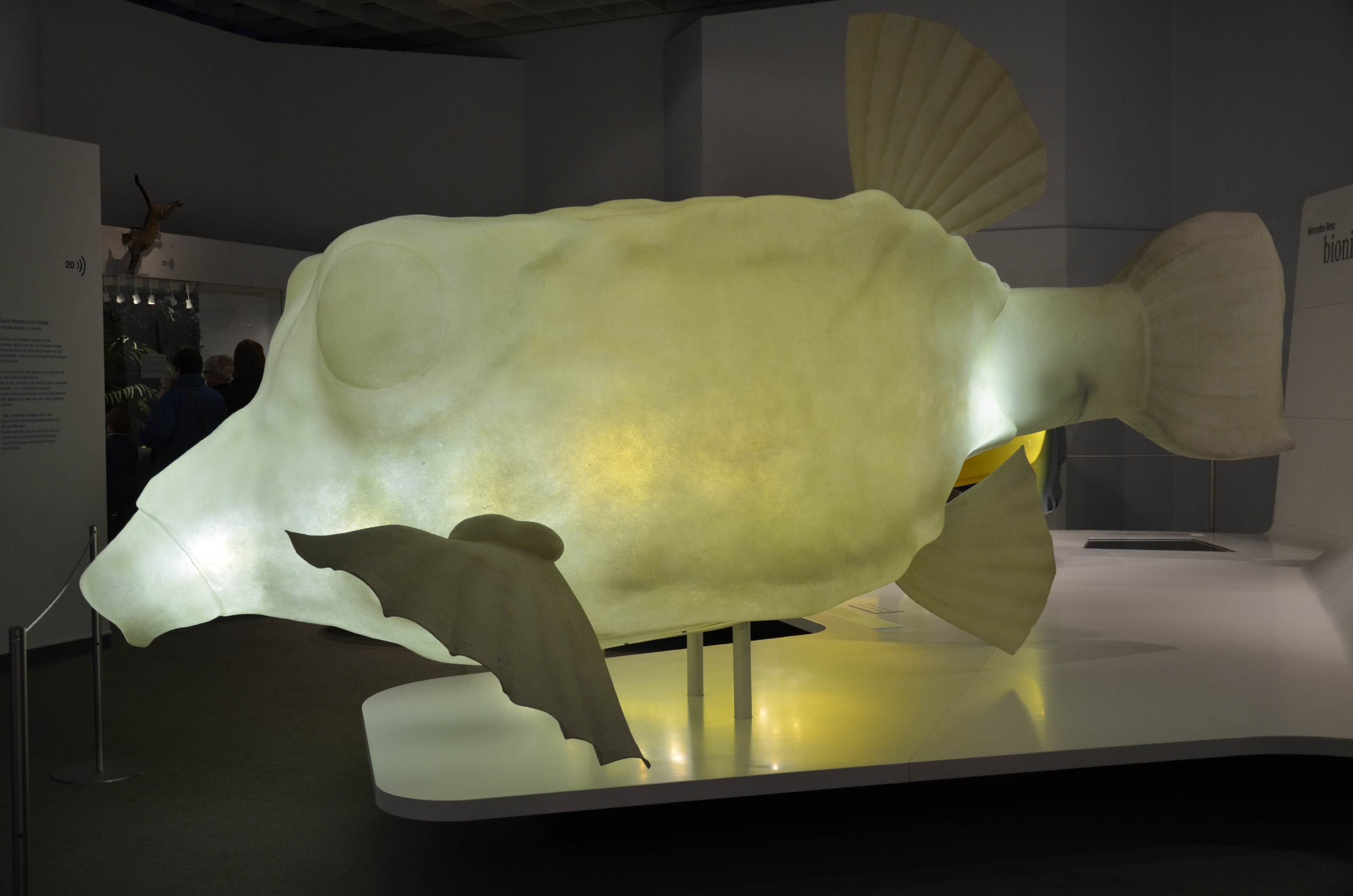
Modèle de poisson-coffre
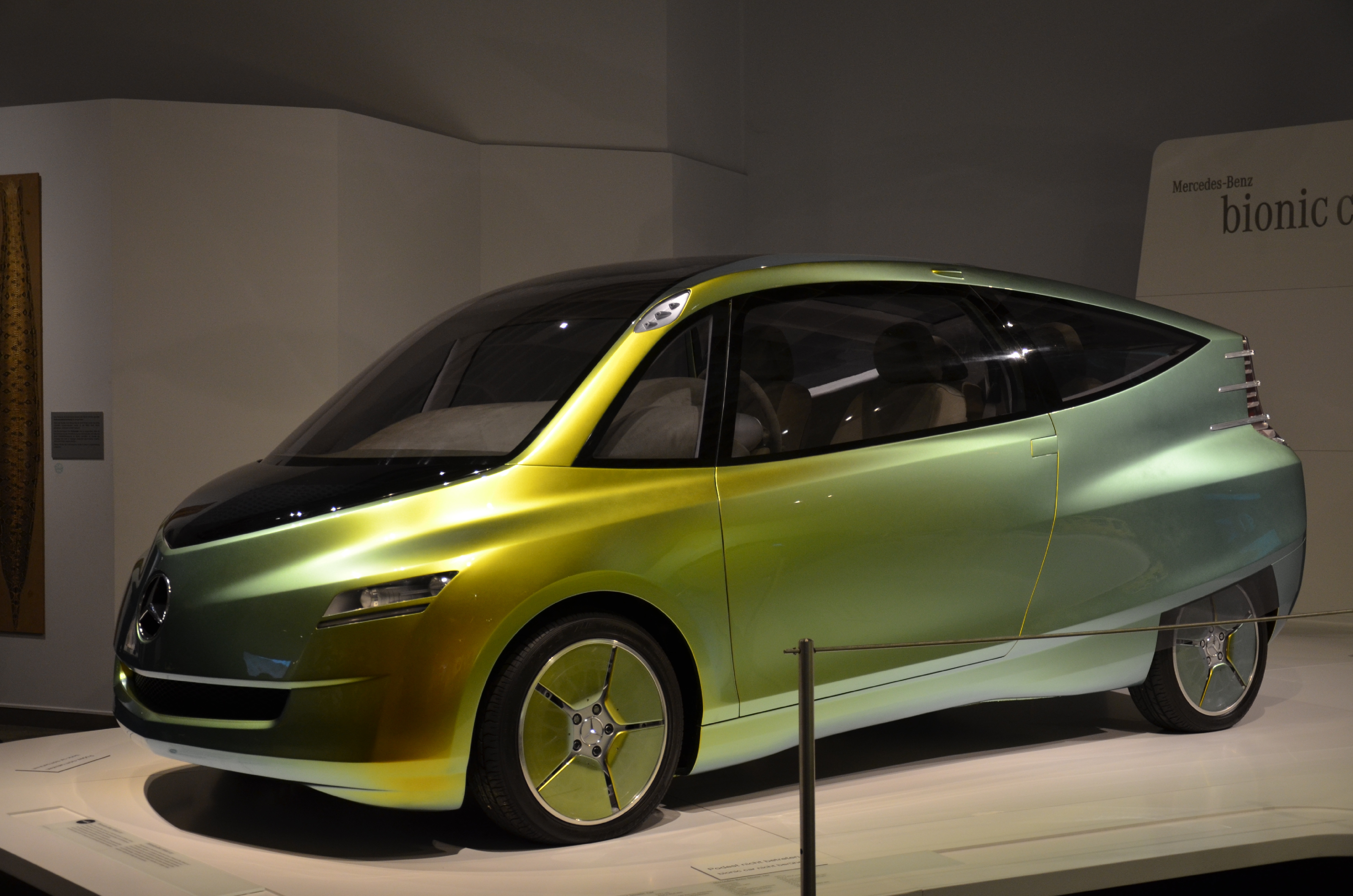
Bionic
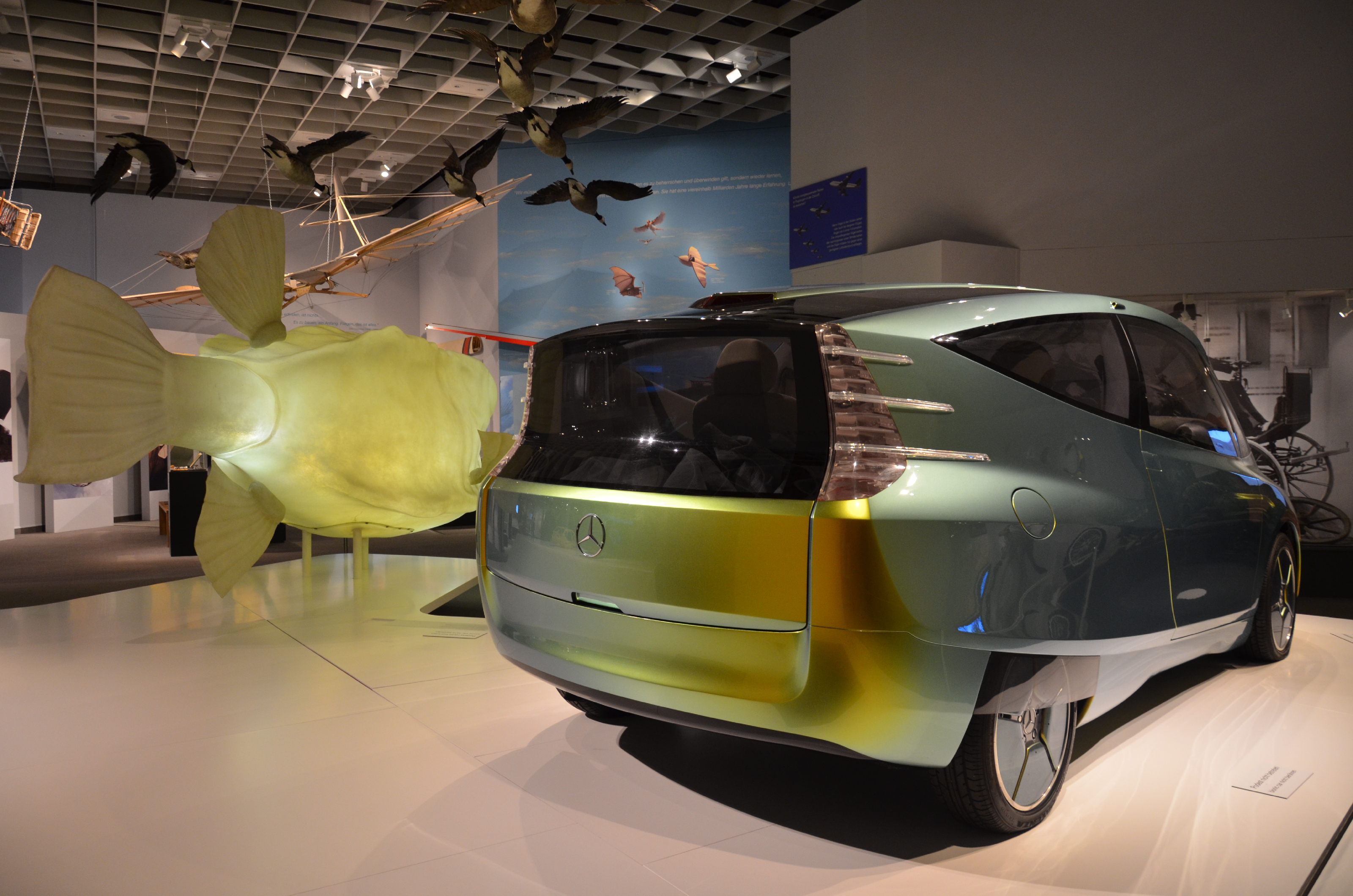
Arrière
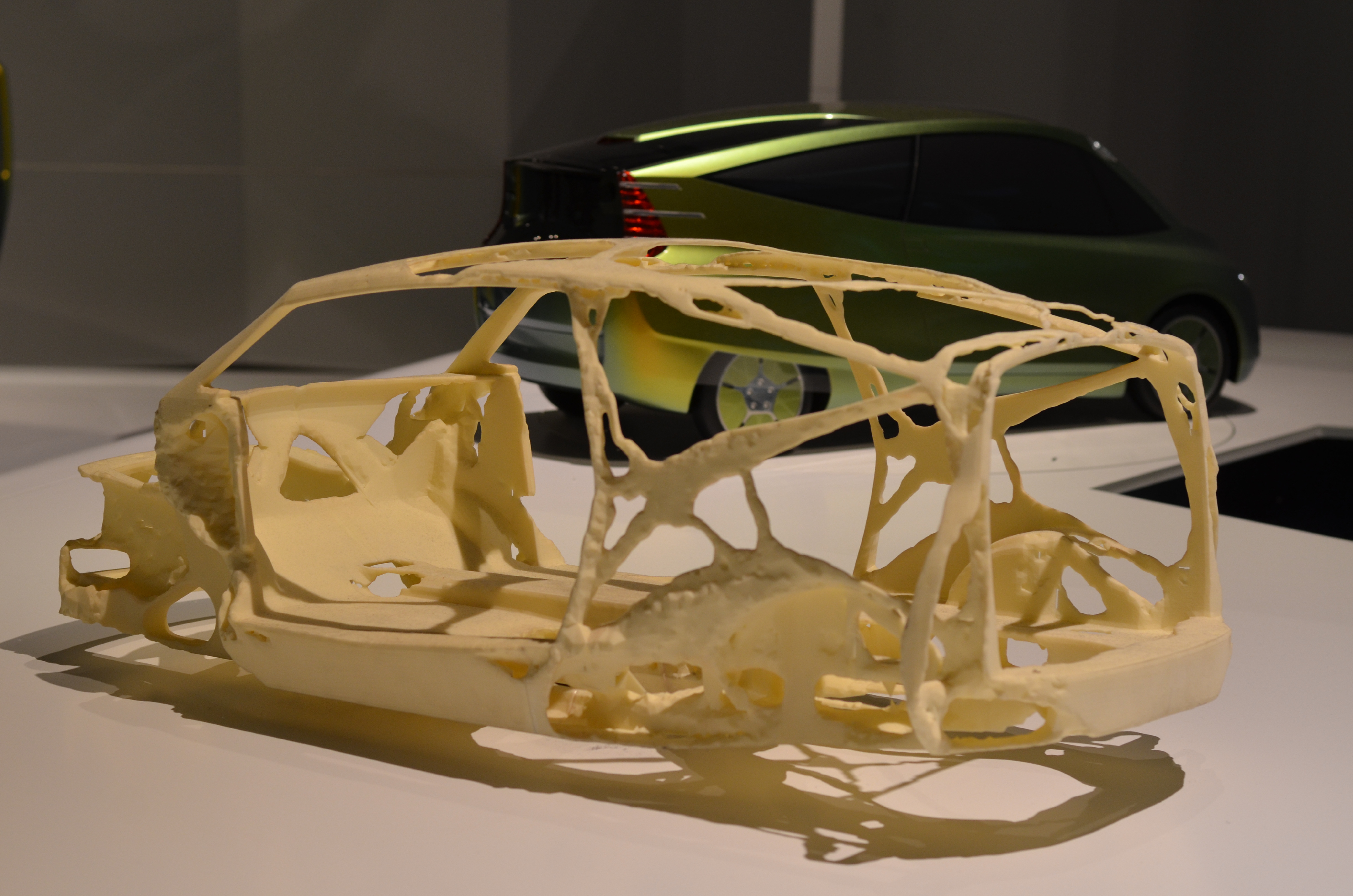
Construction légère
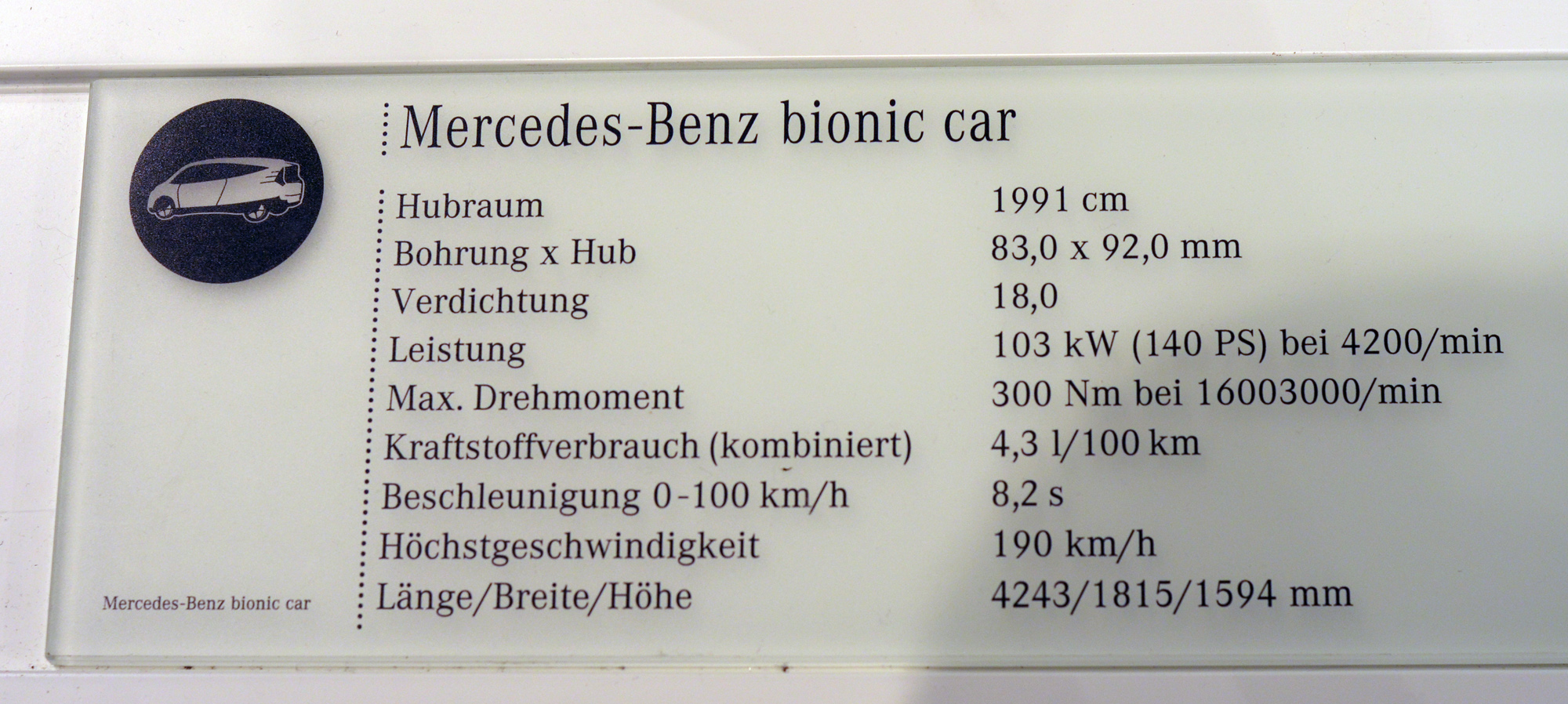
Données techniques